# Temple ancestral (métro de Foshan)
Pour l’article homonyme, voir Temple ancestral de Foshan.
Le temple ancestral (chinois simplifié : 祖庙 ; chinois traditionnel : 祖廟) est une station de la ligne Guangfo du métro de Foshan, dans la province du Guangdong, au sud de la Chine.
Cette station se situe dans le centre-ville traditionnel du district de Chancheng. Elle desserte le temple ancestral ainsi que des centres commerciaux et des hôtels. Il y a aussi beaucoup des correspondances qui relient la station et les autres quartiers. En conséquence, elle a été l’un des stations les plus fréquentées.

## Situation sur le réseau
La station Temple ancestral se situe entre Rue de Tongji et Route Pujun-Nord.

## Services aux voyageurs

### Desserte
Le temple ancestral dispose d'un quai central encadré par les deux voies de la ligne.

### Accès et accueil
La station dispose quatre bouches:
|        |                                                        |                                                           |
| Sortie | Accessibilité                                          | Destinations les plus proches                             |
| A      | Surface podotactile                                    | Route Jiànxīn Place Bǎihuā Arrêt d’autobus                |
| B      | Surface podotactile Escalier mécanique                 | Ctr. commercial «Station Lǐngnán»                         |
| C      | Surface podotactile Rampe Ascenseur Escalier mécanique | Ctr. commercial «Lǐngnán Tiāndì» Arrêt/Terminus d’autobus |
| D      | Surface podotactile Escalier mécanique                 | Temple ancestral de Foshan Arrêts d’autobus               |

## Histoire
Dans le plan initial de la ligne Guangfo, publiée en 2002, il y a une station à proximité du temple ancestral dès le début.
Le 28 et le 29 octobre 2010, la station ainsi que la 1re phase de la ligne Guangfo effectuait un essai, pendant quel les passagers voyageaient gratuitement.
Le 3 novembre, la station est mis en service formellement. Pendant le matin de la 1re journée de service, 170000 passagers ont voyagé sur la ligne Guangfo. Donc, le métro avait besoin d’effectuer des mesures de contrôle des foules.